# Sandrine Kiberlain
Sandrine Kiberlain, född Kiberlajn 25 februari 1968 i Boulogne-Billancourt, är en fransk skådespelare och sångare.
Hon har bland annat medverkat i filmen L'Appartement, där hon spelar tillsammans med Vincent Cassel, Monica Bellucci och Romane Bohringer. Förutom skådespeleriet har Kiberlain också släppt två musikalbum, Manquait plus qu'ça (2005) och Coupés bien net et bien carré (2007).
Hon har ett flertal gånger samarbetat med regissören Laetitia Masson och var jurymedlem vid filmfestivalen i Cannes 2001.
Kiberlain är gift med skådespelaren Vincent Lindon sedan 1998. De har en dotter, Suzanne, tillsammans. Lindon var tillika Kiberlains motspelare i Mademoiselle Chambon (2009). Paret har dock separerat, och Kiberlain är tillsammans med den franske skådespelaren Edouard Baer.